# I'm a Rebel
I'm a Rebel was het tweede studioalbum van de Duitse metalband Accept.
Dit album deed het veel beter dan het zwakke tot matige debuutalbum, wat vooral te danken was aan een veel hogere productiekwaliteit. Het album bezorgde de groep ook de nationale doorbraak. Het is tevens het eerste album met drummer Stefan Kaufmann.

## Nummers
1. I'm a Rebel (3:58)
2. Save Us (4:35)
3. No Time to Lose (4:37)
4. Thunder and Lightning (4:03)
5. China Lady (3:58)
6. I Wanna Be No Hero (4:02)
7. The King (4:11)
8. Do It (4:11)

## Bezetting
- Udo Dirkschneider - zang
- Wolf Hoffmann - gitaar
- Jörg Fischer - gitaar
- Peter Baltes - basgitaar
- Stefan Kaufmann - drums